# Dayah Blang Seureukuy
Dayah Blang Seureukuy is een bestuurslaag in het regentschap Aceh Utara van de provincie Atjeh, Indonesië. Dayah Blang Seureukuy telt 307 inwoners (volkstelling 2010).